# Světový pohár v biatlonu 2024/2025 – Oberhof
4. podnik Světového poháru v biatlonu v sezóně 2024/2025 se konal od 9. do 12. ledna 2025 v německém Oberhofu. Na programu podniku byly závody v sprintech, stíhací závody a smíšené štafety spolu se závodem smíšených dvojic.
V Oberhofu se před tím závodilo v lednu 2024.

## Program závodů
Oficiální program:
| Datum     | Disciplína           | Začátek (SEČ) | Počet závodníků |
| --------- | -------------------- | ------------- | --------------- |
| 9. ledna  | Sprint (ženy)        | 14:20         | 97              |
| 10. ledna | Sprint (muži)        | 14:20         | 100             |
| 11. ledna | Stíhací závod (ženy) | 12:30         | 58              |
| 11. ledna | Stíhací závod (muži) | 14:45         | 59              |
| 12. ledna | Smíšený závod dvojic | 12:20         | 25              |
| 12. ledna | Smíšená štafeta      | 14:30         | 23              |

## Průběh závodů

### Sprinty
Závod žen se jel za hustého deště a silného větru, a i proto naprostá většina závodnic na střelnici chybovala.
V cíli se nejdříve udržovala první Bulharka Milena Todorovová, ale pak ji předjela Paula Botetová z Francie. Před Bulharku se vzápětí dostala ještě Norka Maren Kirkeeideová. Pro všechny tyto tři závodnice to znamenalo jejich první umístění na stupních vítězů v kariéře. Před ně se pak už nedostala žádná z později startujících nasazených závodnic – částečně také proto, že se sníh na trati čím dál více bořil. Třetí místem se Todorovová stala první Bulharkou na stupních vítězů od Ekateriny Dafovské v březnu 2004.
Českým reprezentantkám se v těchto těžkých podmínkách nedařilo: nejlépe dojela na 36. místě Tereza Voborníková se dvěma nezasaženými terči při střelbě vstoje. Do stíhacího závodu se probojovala ještě Jessica Jislová. Nejhůře skončila na 95. pozici Lucie Charvátová, která vstoje střílela do vedlejších terčů a zaznamenala tak celkem sedm chyb.
Sprint mužů se jel za mnohem lepšího počasí. Po druhé střelbě se udržoval zpočátku v čele Švýcar Niklas Hartweg, pak se před něj dostal čistě střílející Ukrajinec Dmytro Pidručnyj. Toho po delší době předstihl Francouz Émilien Jacquelin, kterého brzy předjel jeho krajan, čistě střílející Quentin Fillon Maillet. Těsně za ním pak z druhé střelby odjížděl další Francouz Fabien Claude, který však jel pomaleji. Přesto se prosadil na druhé místo. Francouzi tak obsadili všechna místa na vstupních vítězů.
Z českých závodníků dojel nejlépe Adam Václavík, který se do závodů světového poháru vrátil po téměř roční přestávce. Udělal jen jednu chybu při střelbě vstoje a skončil 19. Michal Krčmář dojel o dvě pozice za ním a do stíhacího závodu se probojovali i zbylí dva reprezentanti – Jonáš Mareček a Vítězslav Hornig.

### Stíhací závody
V prvních dvou kolech si vítězka sprintu, Francouzka Botetová, udržovala náskok, ale když při druhé střelbě nezasáhla dva terče, posunula se před ní její kolegyně Julia Simonová. Ta však nezvládla třetí střelbu a do čela se dostala další Francouzka Lou Jeanmonnotová. Ta si postupně vypracovala více než 20vteřinový náskok, se kterým dojela vítězně do cíle. Na druhém místo se díky čisté poslední střelbě dostala Norka Maren Kirkeeideová a na třetí rychlým během Švédka Elvira Öbergová, která startovala z 38. místa, a posunula se tedy o 35 pozic dopředu.
České reprezentantky se také mírně posunuly, Tereza Voborníková skončila s dvěma střeleckými chybami na 28. místě a Jessica Jislová o pět pozic za ní.
V závodě mužů udělal vedoucí Francouz Quentin Fillon Maillet jednu chybu při první střelbě, a tak se do čela dostal jeho krajan Fabien Claude. Ten zastřílel jako jediný z vedoucí závodníků čistě i při druhé položce, a tak zvýšil svůj náskok. Při třetí střelbě však nezasáhl čtyři terče a do čela se dostal Nor Sturla Holm Laegreid. Ten při předposlední střelbě jednou chyboval a přiblížil se mu tak další Nor Tarjei Bø, který ztrátu v posledním kole snižoval, ale Lagraida už nepřejel. Třetí dojel vedoucí závodník světového poháru Johannes Thingnes Bø.
Z českých reprezentantů zastřílel čistě obě položky vleže Michal Krčmář a pohyboval se kolem 13. místa. Pak však minul čtyři terče a klesl na 27. místo v cíli. Lépe se dařilo Vítězslavu Hornigovi, který udělal stejně střeleckých chyb, ale i díky velmi rychlému poslednímu kolu dojel o čtyři místa před Krčmářem.

### Smíšené závody
Smíšený závod dvojic se jel za - pro Oberhof - netypicky slunečného počasí. Ve vedení se střídala německá, finská a francouzská štafeta. Tyto tři týmy přijížděly prakticky spolu na poslední střelbu. Z nich čistě a nejrychleji zastřílela Finka Suvi Minkkinenová, která odjížděla do posledního kola s náskokem 3,5 vteřiny před Francouzkou Paulou Botetovou. Svůj náskok udržela a poprvé tak Finsko v této disciplíně zvítězilo.
Z českého tymu musel Vítězslav Hornig při první střelbě třikrat dobíjet a předával na 13. místě. Tereza Voborníková zlepšila pozici na osmou a kolem tohoto místa se česká dvojice udržovala po zbytek závodu. Český tým však musel při každé střelbě aspoň jednou dobíjet, což stačilo jen na deváté místo v cíli.
Při smíšené štafetě se v čele zpočátku střídalo Německo s Francií a Norskem. Po páté střelbě však musela Němka Julia Tannheimerová na dvě trestná kola, a tak vpředu zůstalo Norsko s Francií, za kterými s malou ztrátou jelo Švédsko. Po sedmé střelbě kleslo na třetí místo Norsko, když Maren Kirkeeideová jela jedno trestné kolo. Do čela se propracovala švédka Elvira Öbergová, která ale střílela při poslední střelbě hůře než Francouzka Lou Jeanmonnotová. Obergová ji však brzy na začátku posledního kola předjela, a Švédsko tak obsadilo první místo.
Za český tým jeli velmi dobře Adam Václavík na druhém a Jessica Jislová na třetím úseku. Oba nepotřebovali žádný náhradní náboj a posunuli českou štafetu na čtvrté místo na poslední předávce. Pak však Kristýna Otcovská, která ve štafetě ve světovém poháru debutovala, musela při každé střelbě dvakrát dobíjet a klesla o dvě pozice. V posledním kole pak už jela pomaleji a dovezla českou štafetu do cíle na osmém místě.

## Umístění na stupních vítězů

### Muži
| Disciplína              | První místo            | Výkon             | Druhé místo   | Výkon             | Třetí místo          | Výkon             |
| Sprint (10 km)          | Quentin Fillon Maillet | 23:36,2 (0+0)     | Fabien Claude | 23:51,1 (0+0)     | Émilien Jacquelin    | 23:58,3 (0+1)     |
| Stíhací závod (12,5 km) | Sturla Holm Laegreid   | 33:25,5 (1+0+0+0) | Tarjei Bø     | 33:30,7 (0+0+1+0) | Johannes Thingnes Bø | 33:45,2 (2+0+1+0) |

### Ženy
| Disciplína            | První místo       | Výkon             | Druhé místo        | Výkon             | Třetí místo       | Výkon             |
| Sprint (7,5 km)       | Paula Botetová    | 22:52,8 (0+0)     | Maren Kirkeeideová | 23:23,9 (1+0)     | Milena Todorovová | 23:27,8 (0+1)     |
| Stíhací závod (10 km) | Lou Jeanmonnotová | 31:14,9 (1+0+0+0) | Maren Kirkeeideová | 31:33,0 (0+2+0+0) | Elvira Öbergová   | 31:41,1 (0+0+0+1) |

### Smíšené štafety
| Disciplína                        | 1. místo                                                                     | Výkon                                                     | 2. místo                                                                           | Výkon                                                   | 3. místo                                                                              | Výkon                                                     |
| Smíšená štafeta (4×6 km)          | ŠvédskoSebastian Samuelsson Martin Ponsiluoma Hanna Öbergová Elvira Öbergová | 1:04:24,1 (0+2) (0+1) (2+3) (0+2) (0+1) (0+0) (0+0) (0+1) | FrancieFabien Claude Éric Perrot Jeanne Richardová Lou Jeanmonnotová               | 1:04:36,9 (0+0) (1+3) (0+1) (0+1) (0+0) (0+0)           | NorskoSturla Holm Laegreid Tarjei Bø Ingrid Landmark Tandrevoldová Maren Kirkeeideová | 1:05:35,5 (0+0) (0+2) (0+0) (1+3) (0+0) (0+1) (0+3) (0+0) |
| Smíšený závod dvojic (6 + 7,5 km) | FinskoTero Seppälä Suvi Minkkinenová Tero Seppälä Suvi Minkkinenová          | 39:17,1 (0+1) (0+0) (0+0) (0+1) (0+2) (0+1) (0+0) (0+0)   | FrancieQuentin Fillon Maillet Paula Botetová Quentin Fillon Maillet Paula Botetová | 39:22,9 (0+2) (0+0) (0+0) (0+2) (0+1) (0+1) (0+2) (0+0) | NěmeckoJustus Strelow Selina Grotianová Justus Strelow Selina Grotianová              | 39:42,0 (0+0) (0+0) (0+1) (0+3) (0+1) (0+0) (0+3) (0+3)   |